# Kazimierz Matusiak (biolog)
Kazimierz Matusiak (ur. 10 czerwca 1913 we Lwowie, zm. 24 września 1994 w Warszawie) – polski biolog, profesor nauk przyrodniczych.

## Życiorys
Był absolwentem VIII Państwowe Gimnazjum im. Króla Kazimierza Wielkiego we Lwowie, a następnie Wydziału Matematyczno-Przyrodniczego Uniwersytetu im. Jana Kazimierza we Lwowie (1937) i Wydziału Rolniczego Politechniki Lwowskiej (1939). W latach 1937-1941 pracował w Katedrze Systematyki i Morfologii Roślin UJK jako asystent Stanisława Kulczyńskiego, a następnie w Instytucie Badań nad Tyfusem Plamistym i Wirusami prof. Rudolfa Weigla, gdzie kierował pracownią produkującą szczepionkę. Po zakończeniu II wojny światowej zamieszkał w Krakowie, tam od 1945 pracował w Centralnym Laboratorium Przemysłu Spożywczego, przekształconym w 1950 w Oddział Instytutu Przemysłu Fermentacyjnego w Krakowie. Tam w latach 1950-1958 kierował Zakładem Mikrobiologii Technicznej . Równocześnie w latach 1945-1952 pracował na Uniwersytecie Jagiellońskim. Tam w 1949 r. obronił pracę doktorską z zakresu nauk rolniczych napisaną pod kierunkiem Juliana Tokarskiego. W 1954 uzyskał stopień doktora habilitowanego i został mianowany docentem. Od 1956 pracował jako docent w Katedrze Mikrobiologii Ogólnej Uniwersytetu Marii Curie-Skłodowskiej, następnie jako kierownik Katedry Mikrobiologii Szczegółowej UMCS (1956-1966) i kierownik Katedry Botaniki Wyższej Szkoły Rolniczej w Lublinie (1959-1969). W latach 1958-1960 był dziekanem Wydziału Biologii i Nauk o Ziemi UMCS. W 1968 uzyskał tytuł profesora nadzwyczajnego. W 1969 rozpoczął pracę na Uniwersytecie Warszawskim, tam do 1980 kierował Zakładem Mikrobiologii Środowisk w Instytucie Mikrobiologii, a w latach 1971-1975 był dyrektorem Instytutu Mikrobiologii. W 1978 otrzymał tytuł profesora zwyczajnego w zakresie nauk przyrodniczych. W 1980 przeszedł na emeryturę. W latach 1979-1981 kierował Zakładem Biologii Wód PAN w Krakowie.
W latach 1893-1991 był prezesem Polskiego Towarzystwa Przyrodników im. Kopernika, następnie został jego prezesem honorowym.